# Jochen Krautz
Jochen Krautz (* 1966) ist ein deutscher Kunstpädagoge.

## Leben
Bis 1998 studierte Jochen Krautz Kunst, Latein und Erziehungswissenschaften an der Gesamthochschule Wuppertal und der Universität zu Köln. Das Studium schloss er 1998 mit dem 1. Staatsexamen ab. Von 1998 bis 2000 absolvierte er das Referendariat (2. Staatsexamen). Von 2000 bis 2003 war er Studienrat am Gymnasium. Nach der Promotion 2003 in Kunstpädagogik zum Thema „Vom Sinn des Sichtbaren. John Bergers Ästhetik und Ethik als Impuls für die  Kunstpädagogik am Beispiel der Fotografie“ war er von 2003 bis 2008 Akademischer Oberrat im Studiengang Kunst (Lehramt) der Bergischen Universität Wuppertal. Von 2008 bis 2013 war er Professor für Kunstpädagogik und Kunstdidaktik an der Alanus Hochschule für Kunst und Gesellschaft. Seit 2013 ist er Professor für Kunstpädagogik an der Bergischen Universität Wuppertal.
Jochen Krautz ist Gründungsmitglied des IMAGO. Forschungsverbund Kunstpädagogik und Mitherausgeber der Fachzeitschrift IMAGO. Zeitschrift für Kunstpädagogik. Seit 2019 ist er zudem Präsident der Gesellschaft für Bildung und Wissen e.V.

## Schriften (Auswahl)
- Bilder von Bildung. Für eine Renaissance der Schule. Claudius-Verlag, München 2022. ISBN 978-3-532-62874-4.
- Vom Sinn des Sichtbaren. John Bergers Ästhetik und Ethik als Impuls für die Kunstpädagogik am Beispiel der Fotografie. Hamburg 2004. ISBN 3-8300-1287-X.
- Kunst, Pädagogik, Verantwortung. Zu den Grundfragen der Kunstpädagogik. Oberhausen 2010. ISBN 978-3-8989-6393-0.
- Ware Bildung. Schule und Universität unter dem Diktat der Ökonomie. München 2011. ISBN 3-7205-3015-9.
- als Herausgeber mit Jost Schieren: Persönlichkeit und Beziehung als Grundlage der Pädagogik. Beiträge zur Pädagogik der Person. Weinheim / Basel 2013. ISBN 978-3-7799-2851-5.
- als Herausgeber mit Bettina Uhlig: Lernen (IMAGO. Zeitschrift für Kunstpädagogik 1/2015).
- als Herausgeber: Beziehungsweisen und Bezogenheiten. Relationalität in Pädagogik, Kunst und Kunstpädagogik (IMAGO.Kunst.Pädagogik.Didaktik. Schriftenreihe IMAGO – Forschungsverbund Kunstpädagogik, Bd. 4). München 2017. ISBN 978-3-86736-504-8.
- als Herausgeber mit Hubert Sowa: Mimesis (IMAGO. Zeitschrift für Kunstpädagogik 4/2017).
- als Herausgeber mit Matthias Burchardt: Schule zwischen demokratischem Bildungsauftrag und manipulativer Steuerung. München 2018. ISBN 3-86736-421-4.
- als Herausgeber mit Tanja Amado: Unterricht planen (IMAGO. Zeitschrift für Kunstpädagogik 8/2019).
- als Herausgeber mit Matthias Burchardt: Im Hamsterrad. Schule zwischen Überlastung und Anpassungsdruck. München 2019. ISBN 3-86736-557-1.
- Kunstpädagogik. Eine systematische Einführung. Paderborn 2020. ISBN 9783825254278.
- mit Alexander Glas, Hubert Sowa: Didaktik des Kunstunterrichts. Ein Lehrbuch für Studium und Praxis. Stuttgart 2023. ISBN 978-3-17-037597-0.
- als Herausgeber mit Sarah Fröhlich: Kreativität (IMAGO. Zeitschrift für Kunstpädagogik 13/2021).
- als Herausgeber mit Andreas Fries und Lucas König: Werken (IMAGO. Zeitschrift für Kunstpädagogik 15/2022).
- als Herausgeber: Collagieren (IMAGO. Zeitschrift für Kunstpädagogik 17/2023).